# Oprøret i Ingermanland
Oprøret i Ingermanland (1918–1920) var et forsøg på at løsrive Ingermanland fra Sovjet-Rusland. Oprøret blev ledet af en ingermanlandsk styrke, som var blevet oprettet med finsk hjælp. Krigen blev hovedsagelig ført på det karelske næs og endte med et ingermansk-finsk nederlag, og Sovjetrusland generobrede området. Under fredssamtalerne i Tartu forhandlede finske og ingermanske udsendinge for at sikre kulturel autonomi, men uden held. Som et resultat af krigen flygtede mellem 7.000 og 8.000 mennesker fra Ingermanland til Finland.
De tilbageblevne blev siden systematisk henrettede eller sendt til lejrene i Sibirien.